# Frank Craig
Pour les articles homonymes, voir Craig.
Frank Craig, né le 27 février 1874 à Abbey Wood et mort le 9 juillet 1918 à Sintra au Portugal, est un peintre et illustrateur britannique.

## Biographie
Élève d'Edwin Austin Abbey, il obtient en 1908 une médaille de 3e classe au Salon des artistes français puis une médaille de 2e classe à celui de 1910, année où il est classé en hors-concours. 
Sa toile La Pucelle (1907), propriété du Musée du Louvre, est conservée au Musée d'Orsay depuis 1977.
Il est l'illustrateur des Rewards and Fairies (en) de Rudyard Kipling.